# ليك تشارلز
ليك تشارلز (لويزيانا) (بالإنجليزية: Lake Charles, Louisiana)‏ هي مدينة تقع في الولايات المتحدة في مقاطعة كالكاسيو (لويزيانا). يقدر عدد سكانها بـ 71,993 نسمة وترتفع عن سطح البحر 3.96 متر.

## المدن التوأمة
مدن بيربينيا، سيوكس سيتي (آيوا)، كوف و غويا، خيريز دي لا فرونتيرا (مدينة) هي مدن توأمة لـليك تشارلز (لويزيانا).

## أعلام
- جوني بيرغر
- بيلي باغيت
- لوسيندا وليامز
- جينجر كلارك
- شون باتريك فلانيري
- دومينيك ل. بودويل غوري
- تيد تايلور
- لاري سويني
- مايكل دبغي
- زكاري ليفي